# Géographie de Charon
La géographie de Charon regroupe les disciplines, telles que la topographie, la géomorphologie, la climatologie ou des sciences concernées par l'étude de la géographie physique de Charon.

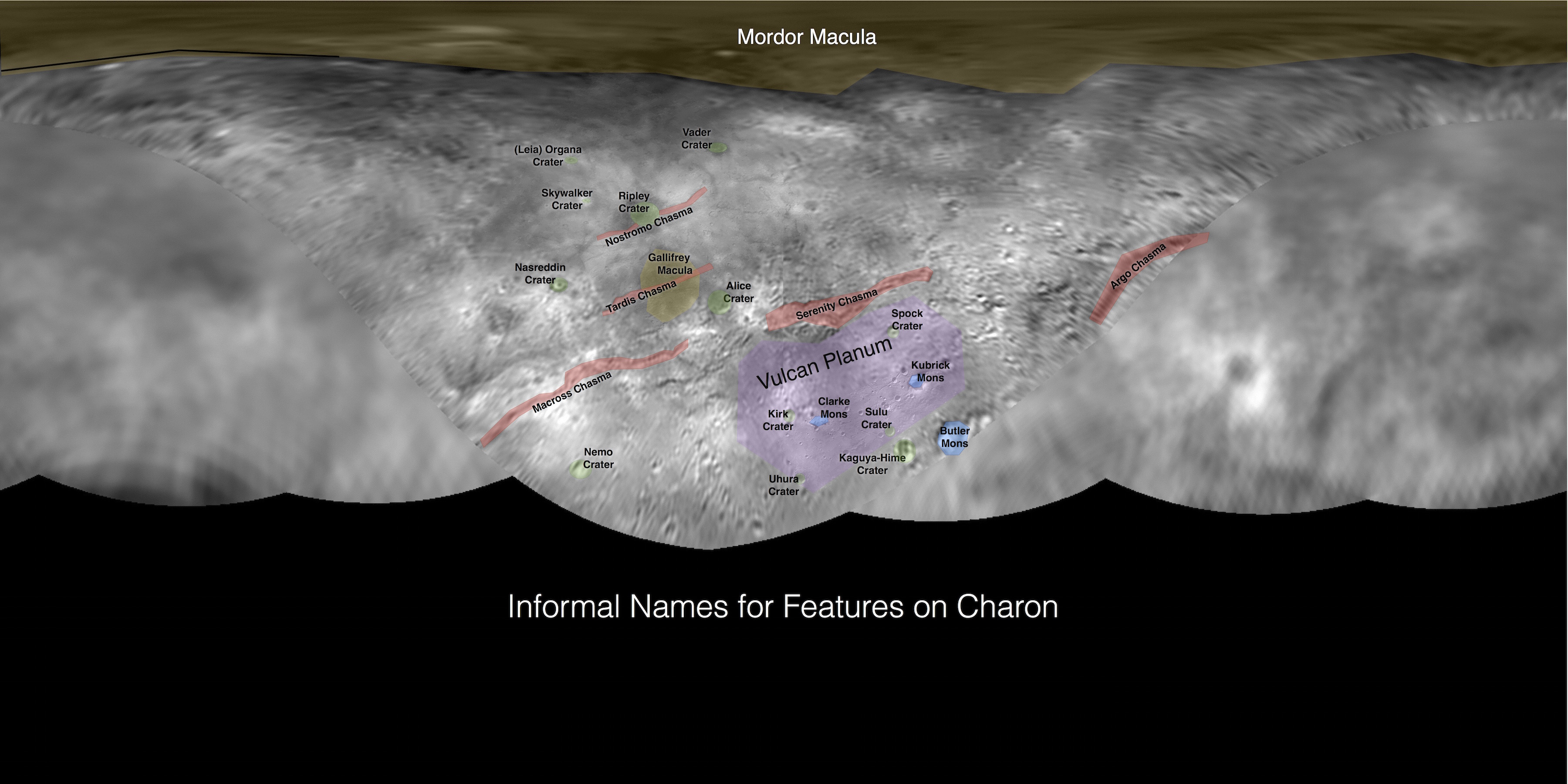

## Régions et caractéristiques géologiques

### Nomenclature
L'Union astronomique internationale (UAI) a décidé que les structures géographiques de Charon seront nommées d'après les trois thèmes suivants :
- Destinations et grandes étapes (milestones) de l'exploration spatiale de fiction et d'autres explorations de fiction,
- Vaisseaux de fiction et de la mythologie dédiés à l'exploration spatiale et à d'autres explorations,
- Voyageurs et explorateurs de fiction et de la mythologie.

La répartition des thèmes suivie par l'équipe de New Horizons selon le type de structure — qui reste à être approuvée par l'UAI — est la suivante :
- C1 : explorateurs et voyageurs de fictions : cratères
- C2 : Lieux de départ et de destination de fiction : regio (grande région brillante ou sombre), macula (tache sombre)
- C3 : vaisseaux de fiction : chasma (chasme)
- C4 : auteurs, artistes et réalisateurs d'œuvres d'exploration. : mons (montagne).

Pour le moment aucun nom de la liste ci-dessous, dont certains ne respectent pas la nomenclature de l'UAI, n'a été retenu d'une manière officielle, ce n'est qu'une proposition de l'équipe de New Horizons qui sera soumise à l'UAI.

### Liste

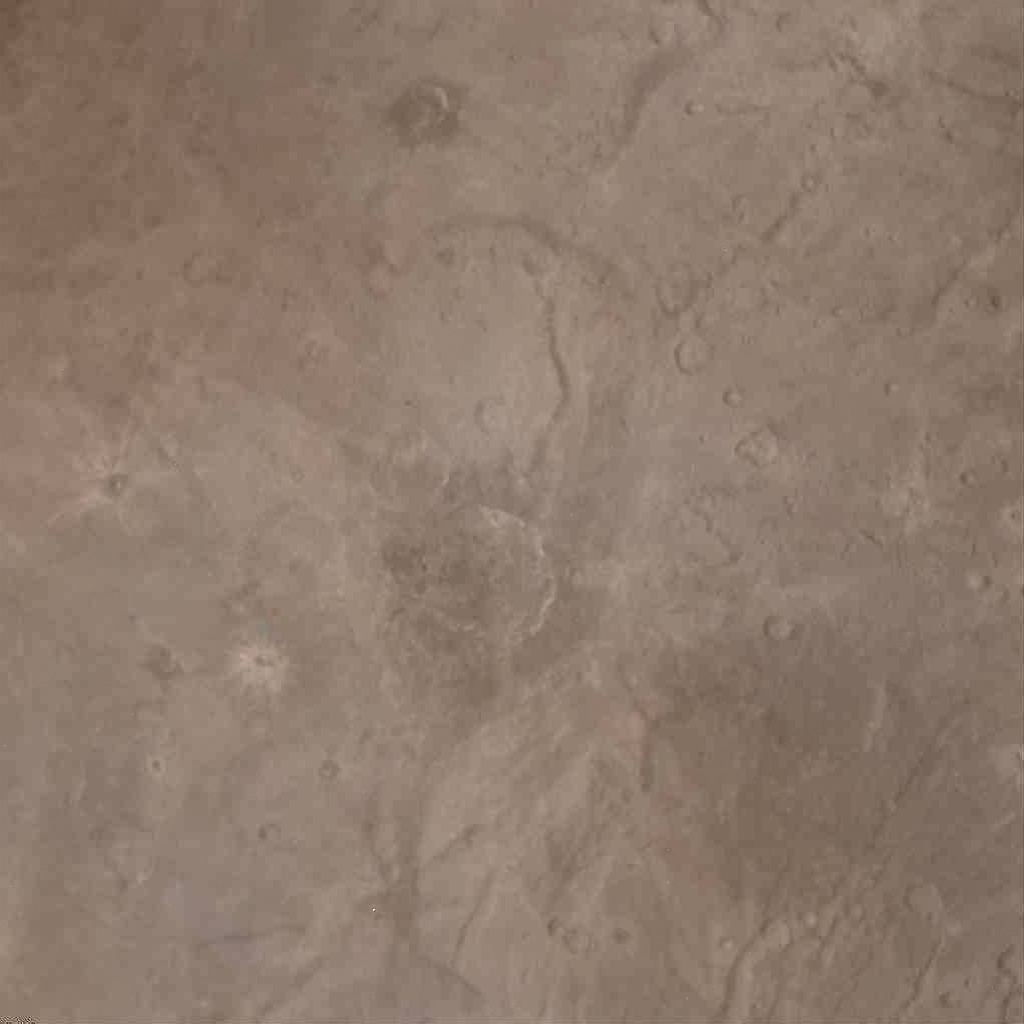
Cratère Ripley (au centre).

Repris de la carte diffusée par l'équipe de New Horizons le 29 juillet 2015 :
- 2 maculae : la macula Mordor (Mordor Macula) et la macula Gallifrey (Gallifrey Macula) ;
- 1 plateau/haute plaine (planum) : la plaine Vulcain (Vulcan Planum) ;
- 5 chasmata : Nostromo Chasma, Tardis Chasma, Macross Chasma, Serenity Chasma et Argo Chasma ;
- 12 cratères : (Leia) Organa, Vador (Vader en anglais), Skywalker, Ripley, Nasreddin, Alice, Spock, Kirk, Nemo, Sulu, Kaguya-Hime et Uhura ;
- 3 monts (mons, plur. montes) : le mont Kubrick (Kubrick Mons), le mont Clarke (Clarke Mons) et le mont Butler (Butler Mons).

| Caractéristique  | Nom international      | Type                 | Éponyme           | Explications                                              |
| ---------------- | ---------------------- | -------------------- | ----------------- | --------------------------------------------------------- |
| Macula Gallifrey | Gallifrey Macula       | Macula               | Gallifrey         | Planète d'origine du "Docteur" dans Doctor Who.           |
| Macula Mordor    | Mordor Macula          | Macula               | Mordor            | Légendaire de Tolkien                                     |
| Plaine Vulcain   | Vulcan Planum          | Plateau/Haute plaine | Vulcain           | Planète de la série Star Trek.                            |
| Mont Butler      | Butler Mons            | Montagne             | Octavia E. Butler | Auteur de science-fiction.                                |
| Mont Clarke      | Clarke Mons            | Montagne             | Arthur C. Clarke  | Auteur de science-fiction.                                |
| Mont Kubrick     | Kubrick Mons           | Montagne             | Stanley Kubrick   | Réalisateur de films.                                     |
|                  | Argo Chasma            |                      | Argo              | Navire de la mythologie grecque (Jason et les Argonautes) |
|                  | Macross Chasma         |                      | SDF-1 Macross     | Vaisseau de la série animée Macross.                      |
|                  | Nostromo Chasma        |                      | Nostromo          | Vaisseau du film Alien                                    |
|                  | Serenity Chasma        |                      | Serenity          | Vaisseau de la série télévisée Firefly                    |
|                  | Tardis Chasma          |                      | TARDIS            | Vaisseau du "Docteur" dans Doctor Who                     |
| Alice            |                        | Cratère              | Alice             | Héroïne de romans de Lewis Carroll                        |
| Kaguya-Hime      |                        | Cratère              | Kaguya-hime       | Une princesse lunaire dans le folklore japonais           |
| Kirk             |                        | Cratère              | James T. Kirk     | Personnage de la série Star Trek.                         |
| (Leia) Organa    |                        | Cratère              | Leia Organa       | Personnage de Star Wars.                                  |
| Nasreddin        |                        | Cratère              | Nasreddin         | Satiriste Soufi                                           |
| Nemo             |                        | Cratère              | Capitaine Nemo    | Personnage de romans de Jules Verne                       |
| Ripley           |                        | Cratère              | Ellen Ripley      | Héroïne des films de la série Alien                       |
| Skywalker        |                        | Cratère              | Luke Skywalker    | Personnage de Star Wars.                                  |
| Spock            |                        | Cratère              | Spock             | Personnage de la série Star Trek.                         |
| Sulu             |                        | Cratère              | Hikaru Sulu       | Personnage de la série Star Trek.                         |
| Uhura            |                        | Cratère              | Nyota Uhura       | Personnage de la série Star Trek.                         |
| Vador            | Vader Crater (anglais) | Cratère              | Dark Vador        | Personnage de Star Wars.                                  |

## Méridien
Le méridien de référence charontien est le méridien centré sur l'hémisphère faisant face à Pluton. En effet, Pluton et Charon étant en rotation synchrone et se montrant l'un à l'autre toujours la même face, le méridien origine ainsi défini est fixe sur la surface de Charon.